# Stellaria tomentella
Stellaria tomentella är en nejlikväxtart som beskrevs av Jisaburo Ohwi. Stellaria tomentella ingår i släktet stjärnblommor, och familjen nejlikväxter. Inga underarter finns listade i Catalogue of Life.